# 上山田付城
上山田付城（かみやまだつけじろ）は、伊豆国田方郡韮山（静岡県伊豆の国市韮山金谷）にあった戦国時代の日本の城（山城）。

## 歴史
天正18年（1590年）、豊臣秀吉による小田原征伐の際に、韮山城攻めを仰せ付けられた家臣の一人である前野長康勢（1250人）によって築城され、ここに陣を置いた。前野長康は、俗に言う墨俣一夜城の築城における第一功労者であり、築城の才があったといわれる。また、上山田付城は上山田城（かみやまだじょう）や上山田陣城（かみやまだじんじろ）とも呼ばれ、陣城の役割を果たした。

## 城郭
上山田付城は昌渓院の北東約400m、韮山城の東にある比高140mの山の頂に築かれ、西北西方面には追越山付城が、南方面には昌渓院付城がある。韮山城からは死角にあり、あくまで陣城の役割なので、天守や櫓などは建造されなかった。大規模ではないが技巧的な構造の陣城であり、このような城郭の残る城は少ない。
複雑に組み合わされている土塁が郭を仕切り、山頂に中央郭がある。中央郭から東には尾根があり、桝形虎口、東郭、東郭（下段）、段郭が続いて形成されていて、その尾根に続くと昌渓院付城がある。中央郭から西には桝形虎口、西郭、桝形虎口、空堀、堀切が続き、そこから南にのびる尾根に段郭がある。中央郭の北にのびる尾根にも段郭があり、追越山付城に繋がっている。

## アクセス
- 伊豆箱根鉄道駿豆線韮山駅からタクシーで9分〜10分
- 同伊豆長岡駅からタクシーで10分〜11分

上山田付城のある山には登山ルートや駐車場などはない。